# Равнобедренная трапеция
В евклидовой геометрии равнобедренная трапеция — это выпуклый четырёхугольник с осью симметрии, проходящей через середины двух противоположных сторон. Этот четырёхугольник является частным случаем трапеций. В любой равнобедренной трапеции две противоположные стороны (основания)  параллельны, а две другие стороны (боковые) имеют одинаковые длины (свойство, которому удовлетворяет также параллелограмм). Диагонали также имеют одинаковые длины. Углы при каждом основании равны и углы при разных основаниях являются смежными (в сумме дающие 180º).

## Специальные случаи

Специальные случаи трапеций

Прямоугольники и квадраты обычно рассматриваются как специальные случаи равнобедренных трапеций, хотя в некоторых источниках они таковыми не считаются.
Другим специальным случаем является трапеция с 3 равными сторонами. В англоязычной литературе её называют trilateral trapezoid (трёхсторонняя трапеция) , trisosceles trapezoid (триравнобедренная трапеция)  или, реже, symtra . Такую трапецию можно рассматривать как отсечение  4 последовательных вершин от правильного многоугольника, имеющего 5 или более сторон.

### Самопересечения
Любой несамопересекающийся четырёхугольник с единственной осью симметрии должен быть либо равнобедренной трапецией, либо дельтоидом. Однако, если разрешить самопересечение, множество симметричных четырёхугольников нужно расширить включением в него самопересекающиеся равнобедренные трапеции, в которых пересекающиеся стороны равны, а две другие стороны параллельны, и антипараллелограммы, у которых противоположные стороны имеют равные длины.
У любого антипараллелограмма выпуклая оболочка является равнобедренной трапецией и антипараллелограмм может быть получен из диагоналей равнобедренной трапеции.
|                                  |                                            |                    |
| Выпуклая равнобедренная трапеция | Самопересекающаяся равнобедренная трапеция | Антипараллелограмм |

## Свойства
Если четырёхугольник является трапецией, не обязательно проверять, равны ли боковые стороны (и недостаточно, поскольку ромбы являются специальными случаями трапеций с боковыми сторонами равной длины, но у них нет осевой симметрии через середины оснований). Любое из следующих свойств выделяет равнобедренную трапецию от других трапеций:
- Диагонали имеют одинаковую длину.
- Углы при основании равны.
- Отрезок, соединяющий середины параллельных сторон, перпендикулярен им.
- Сумма противоположных углов равна 180°, из чего, в свою очередь, следует, что равнобедренные трапеции являются вписанными четырёхугольниками.
- Диагонали делятся точкой пересечения на попарно равные отрезки. В терминах рисунка ниже, AE = DE, BE = CE (и AE ≠ CE, если хотят исключить прямоугольники).

Если прямоугольники включаются в класс трапеций, то можно определить равнобедренную трапецию как "вписанный четырёхугольник с равными диагоналями" , как "вписанный четырёхугольник с парой параллельных сторон", или как "выпуклый четырёхугольник с осью симметрии, проходящей через середины противоположных сторон".

## Углы
В равнобедренной трапеции углы при основаниях попарно равны. На рисунке ниже углы  ∠ABC и ∠DCB являются одинаковыми тупыми углами, а углы ∠BAD и ∠CDA являются одинаковыми острыми углами.
Поскольку прямые AD и BC параллельны, углы, принадлежащие противоположным основаниям, являются дополнительными, то есть ∠ABC + ∠BAD = 180°.

## Диагонали и высота

Другая равнобедренная трапеция.

Диагонали равнобедренной трапеции равны. То есть любая равнобедренная трапеция является равнодиагональным четырёхугольником. Однако диагонали равнобедренной трапеции делятся в одной и той же пропорции. На рисунке диагонали AC и  BD имеют одинаковую длину (AC = BD) и делят друг друга на отрезки той же длины (AE = DE и BE = CE).
Отношение, в котором делятся диагонали, равно отношению длин параллельных сторон, то есть
{\displaystyle {\frac {AE}{EC}}={\frac {DE}{EB}}={\frac {AD}{BC}}.}
Длина каждой диагонали, согласно следствию из теоремы Птолемея, задаётся формулой
{\displaystyle p={\sqrt {ab+c^{2}}}},
где a и b — длины параллельных сторон AD и BC, а c — длина каждой боковой стороны AB и CD.
Высота, согласно теореме Пифагора, задаётся формулой
{\displaystyle h={\sqrt {p^{2}-\left({\frac {a+b}{2}}\right)^{2}}}={\tfrac {1}{2}}{\sqrt {4c^{2}-(a-b)^{2}}}.}
Расстояние от точки E до основания AD задаётся формулой
{\displaystyle d={\frac {ah}{a+b}}},
где a и b — длины оснований AD и BC, а h — высота трапеции.

## Площадь
Площадь равнобедренной (а также любой) трапеции равна половине произведения суммы оснований на высоту. На рисунке, если мы примем AD = a,  BC = b, а высота h равна длине отрезка между прямыми AD и BC (перпендикулярного им), то площадь K задаётся формулой:
{\displaystyle K={\frac {a+b}{2}}h}.
Если вместо высоты трапеции известны длины боковых сторон AB =CD = c, то площадь можно вычислить по формуле Брахмагупты площади вписанных четырёхугольников. Равенство двух боковых сторон упрощает формулу до
{\displaystyle K={\sqrt {(s-a)(s-b)(s-c)^{2}}},}
где {\displaystyle s={\tfrac {1}{2}}(a+b+2c)} — полупериметр трапеции. Эта формула аналогична формуле Герона вычисления площади треугольника. Эту же формулу можно переписать в виде
{\displaystyle K={\frac {1}{4}}{\sqrt {(a+b)^{2}(a-b+2c)(b-a+2c)}}.}

## Радиус описанной окружности
Радиус описанной окружности задаётся формулой
{\displaystyle R=c{\sqrt {\frac {ab+c^{2}}{4c^{2}-(a-b)^{2}}}}.}
Для прямоугольника, в котором a = b, формула упрощается до {\displaystyle R={\tfrac {1}{2}}{\sqrt {a^{2}+c^{2}}}}.